# Петровка (Ольшанский сельский совет, Двуречанский район)
Петровка (укр. Петрівка) — село,
Ольшанский сельский совет,
Двуречанский район,
Харьковская область, Украина.
Село ликвидировано в ? году.

## Географическое положение
Село Петровка находится в урочище Петровка, в 3-х км от села Першотравневое.

## История
Село ликвидировано в ? году.